# Communauté de communes de l'Elle
La communauté de communes de l'Elle est une ancienne communauté de communes française, située dans le département de Manche et la région Basse-Normandie.

## Historique
La communauté de communes de l'Elle est créée le 28 décembre 1993.
Au 1er janvier 2014, elle fusionne avec la communauté de communes de Marigny, la communauté de communes du canton de Tessy-sur-Vire, la communauté de communes du canton de Torigni-sur-Vire, la communauté de communes de la région de Daye, la communauté de communes de la région de Daye et la communauté d'agglomération Saint-Lô Agglomération. L'établissement public de coopération intercommunale ainsi formé prend le nom de Saint-Lô Agglo et intègre la commune de Domjean.

## Composition
L'intercommunalité fédérait douze communes du canton de Saint-Clair-sur-l'Elle :
- Bérigny
- Cerisy-la-Forêt
- Couvains
- Moon-sur-Elle
- Notre-Dame-d'Elle
- Saint-André-de-l'Épine
- Saint-Clair-sur-l'Elle
- Saint-Georges-d'Elle
- Saint-Germain-d'Elle
- Saint-Jean-de-Savigny
- Saint-Pierre-de-Semilly
- Villiers-Fossard

## Administration

### Présidents
Au moment de la fusion, elle était présidée par Gérard Vautier.
| Période                                  | Période       | Identité       | Étiquette | Qualité                                                  |
| ---------------------------------------- | ------------- | -------------- | --------- | -------------------------------------------------------- |
| juillet 1995                             | avril 2008    | Michel Bonnet  |           | Enseignant, maire de Bérigny de 1995 à 2008              |
| avril 2008                               | décembre 2013 | Gérard Vautier | SE        | Agriculteur, maire de Saint-André-de-l'Épine depuis 1995 |
| Les données manquantes sont à compléter. |               |                |           |                                                          |